# Očage
Očage (srbsky Очаге) jsou vesnice v západní části Srbska, administrativně spadající pod opštinu (obec) Bogatić. Rozkládá se v rovinaté krajině regionu Mačvy. V roce 2011 zde žilo 399 obyvatel.
Z národnostního hlediska je obyvatelstvo většinově srbské národnosti (cca 95 %). Jedná se o vesnici s nesouvislou zástavbou rozesetou v okolní zemědělsky intenzivně využívané krajině. Počet obyvatel vsi dlouhodobě stagnuje až mírně klesá.
Vesnicí neprochází žádná významnější silnice ani železnice, jen komunikace nižšího významu. Jižně od ní má nicméně výhledově vést dálnice, která spojí Srbsko s Republikou srbskou a se Sarajevem a zbytkem Bosny a Hercegoviny.